# Carl Gustaf af Leopold
Carl Gustaf af Leopold (Stockholm, 3 april 1756 – aldaar, 9 november 1829) was een Zweeds dichter.

## Levensloop
Leopold groeide op in Norrköping als zoon van een douanebeambte. Hij studeerde in Uppsala en was vervolgens werkzaam als huisleraar. Leopold debuteerde met voor die tijd typische huldigingsgedichten. In 1778 verwierf hij bekendheid met een gedicht over de geboorte van kroonprins Gustaaf Adolf. Hij was een vertrouweling van koning Gustaaf III. In 1799 werd hij benoemd tot hoofdambtenaar en in 1818 tot secretaris van de koning. In 1808 werd hij opgenomen in de Zweedse adel.
Leopold was een vertegenwoordiger van de Zweedse verlichting en hij schreef in de trant van het Franse classicisme. Aanvankelijk gold Leopold als een aanhanger van Voltaire, maar vanaf 1790 werd hij ontvankelijk voor het gedachtegoed van Jean-Jacques Rousseau. Hij werd dikwijls vergeleken met de Duitse auteur Johann Christoph Gottsched.

## Werken (selectie)
- 1778: Kärlekens Erics-Gata: Sanfärdig Roman
- 1787: Frigga. Opera i en Act
- 1802: Samlade Skrifter. 3 Bde